# 坎寧安山
坎寧安山（英語：Mount Cunningham），是英國海外領土南喬治亞與南桑威奇群島的山峰，位於南喬治亞島埃斯馬克冰川西端，海拔高度1,218米，以蘇格蘭的登山家命名。